# Niedernhall
Niedernhall är en stad i Hohenlohekreis i regionen Heilbronn-Franken i Regierungsbezirk Stuttgart i förbundslandet Baden-Württemberg i Tyskland.
Staden ingår i kommunalförbundet Mittleres Kochertal tillsammans med staden Forchtenberg och kommunen Weißbach.